# Emissió de positrons
L'emissió de positrons, també coneguda com a desintegració beta plus (β+) és un tipus d'emissió beta. En l'emissió beta plus, un protó es converteix, mitjançant força nuclear feble, en un neutró, un positró (també anomenada partícula beta plus, l'antimatèria contrapart d'un electró), i un neutrí.
Els isòtops que pateixen aquesta emissió i, per tant, emeten positrons són el carboni-11, potassi-40, nitrogen-13, oxigen-15, fluor-18, i iode-121. Com a exemple, l'equació següent descriu l'emissió beta plus del carboni-11 a bor-11, emetent un positró i un neutrí:
| 11₆C | → | 11₅B | + | e+ | + | Ve | + | 0.96 MeV |

Aquests isòtops s'usen en tomografia per emissió de positrons, una tècnica utilitzada en medicina. S'ha de tenir en compte que l'energia emesa depèn de l'isòtop que es desintegra; la xifra de 0,96 MeV només és aplicable a la desintegració de carboni-11. Els isòtops que incrementen la massa en la conversió d'un protó a neutró, o la decreixen menys de me, no es desintegren espontàniament per emissió de positrons.
Els nuclis que es desintegren per emissió de positrons poden també desintegrar-se per captura electrònica. Per a les desintegracions a baixa energia, la captura neutrònica és energèticament afavorida en 2mec² = 1.022 MeV, ja que l'estat final perd una electró més que no n'afegeix un. A mesura que l'energia de desintegració s'incrementa, també ho fa la ràtio d'entroncament cap a l'emissió de positrons. Això no obstant, si la diferència d'energia és menor a n 2mec², llavors no succeeix l'emissió de positrons i la captura electrònica és l'única forma de desintegració. Alguns isòtops (per exemple, 7B) són estables en els raigs còsmics, perquè els electrons es despullen i l'energia de desintegració és massa petita per a l'emissió de positrons.